# Maria Schneider (musicista)
Maria Schneider (Windom, 27 novembre 1960) è una compositrice e musicista statunitense.

## Biografia
Originaria del Minnesota, ha iniziato a collaborare con Gil Evans e Bob Brookmeyer nella seconda metà degli anni ottanta.
Attiva come compositrice e concertista jazz, ha vinto il Grammy Award (2005) con Concert in the Garden quale "Best Large Jazz Ensemble Album".
Nel 2007 ha ricevuto un altro Grammy nella categoria "Best Instrumental Composition" per Cerulean Skies.
Nel 2013 ha pubblicato l'album Winter Morning Walks, a cui partecipano Dawn Upshaw, Frank Kimbrough, Scott Robinson e altri artisti.
Nel 2014 vince un altro Grammy: "Best Classical Contemporary Composition" (Winter Morning Walks).
Sempre nel 2014 collabora con il musicista rock David Bowie, con il quale è coautrice del singolo Sue (Or in a Season of Crime).

## Discografia parziale
The Maria Schneider Jazz Orchestra
- Evanescence (1994 Enja, 2005 ArtistShare)
- Coming About (1996 Enja, 2008 ArtistShare)
- Live At The Jazz Standard—Days Of Wine And Roses (2000)
- Allegresse (2000 Enja, 2005 ArtistShare)
- Concert in the Garden (2004)
- Sky Blue (2007)
- Winter Morning Walks (2013)
- The Thompson Fields (2015)
- Data Lords (2020)